# Tropidosaura cottrelli
Tropidosaura cottrelli — вид ящірок родини ящіркових (Lacertidae). Мешкає в Південній Африці.

## Поширення і екологія
Tropidosaura cottrelli мешкають в Драконових горах на кордоні Лесото і Південно-Африканської Республіки, зокрема в горах Малоті-Дракенсберг. Вони живуть на кам'янистих гірських вершинах, порослих травою, серед невеликих валунів, невисоких чагарників, невисокої трави та гравійних і кам'янистих ділянок. Зустрічаються на висоті від 2467 до 3278 м над рівнем моря. Відкладають яйця.